# 煤船

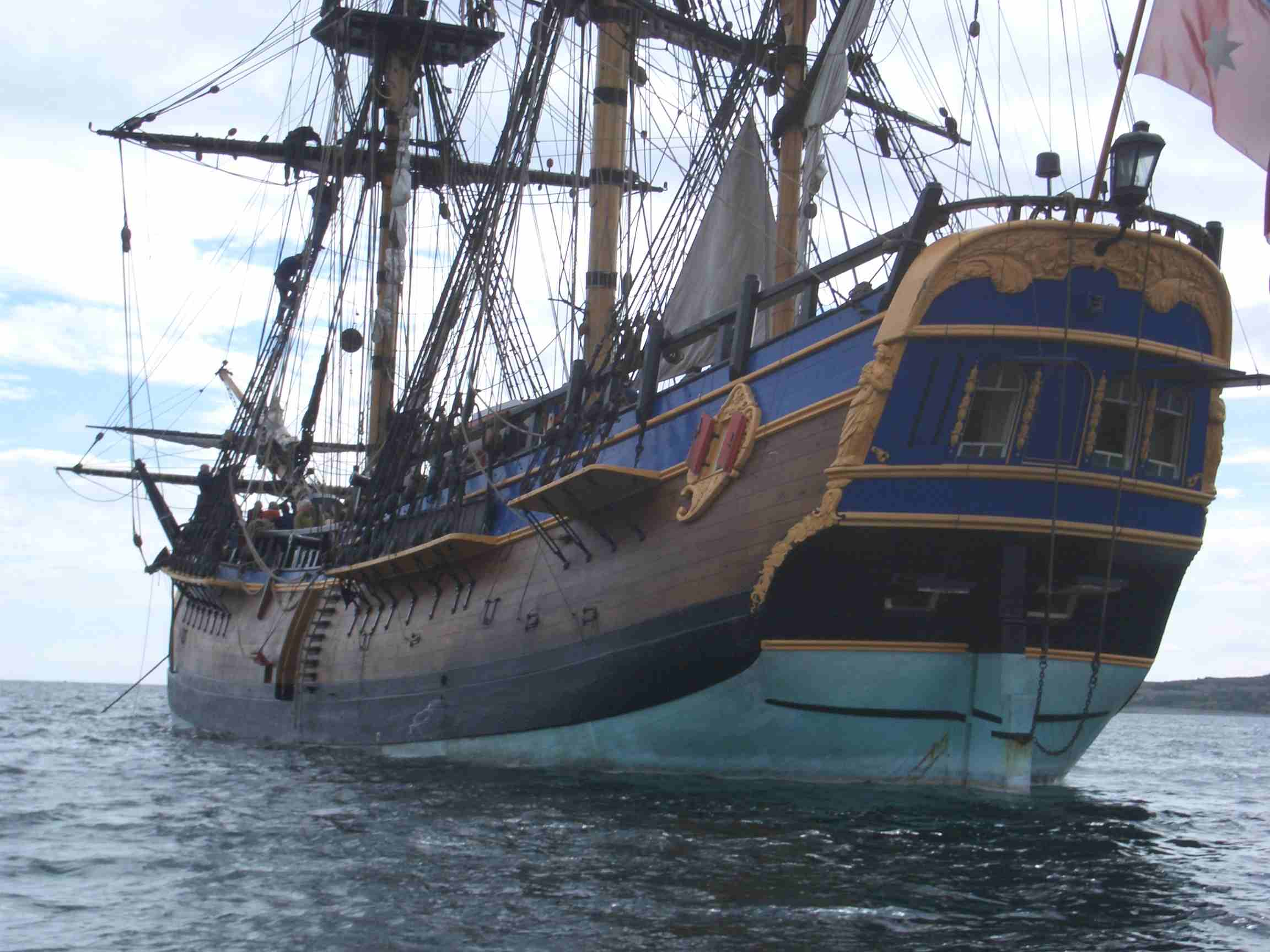
努力号三桅帆船（复制品）。该船原为彭布罗克伯爵号煤船，后改装为考察船

煤船，是一种主要用于运输煤炭的乾貨船。一般的干散货船除了运煤，也可以运输矿石、谷物等类似的干散货。
十九世纪中期开始，世界各国海军的蒸汽动力军舰逐渐增多，军用煤船的地位日趋重要。二十世纪初煤油混烧锅炉得到普及，直至重油专烧锅炉的广泛使用，军用煤船的地位开始下降。然而煤炭在国民经济中依然有着举足轻重的作用，目前煤船在民用领域仍有广泛的运用。

## 概述

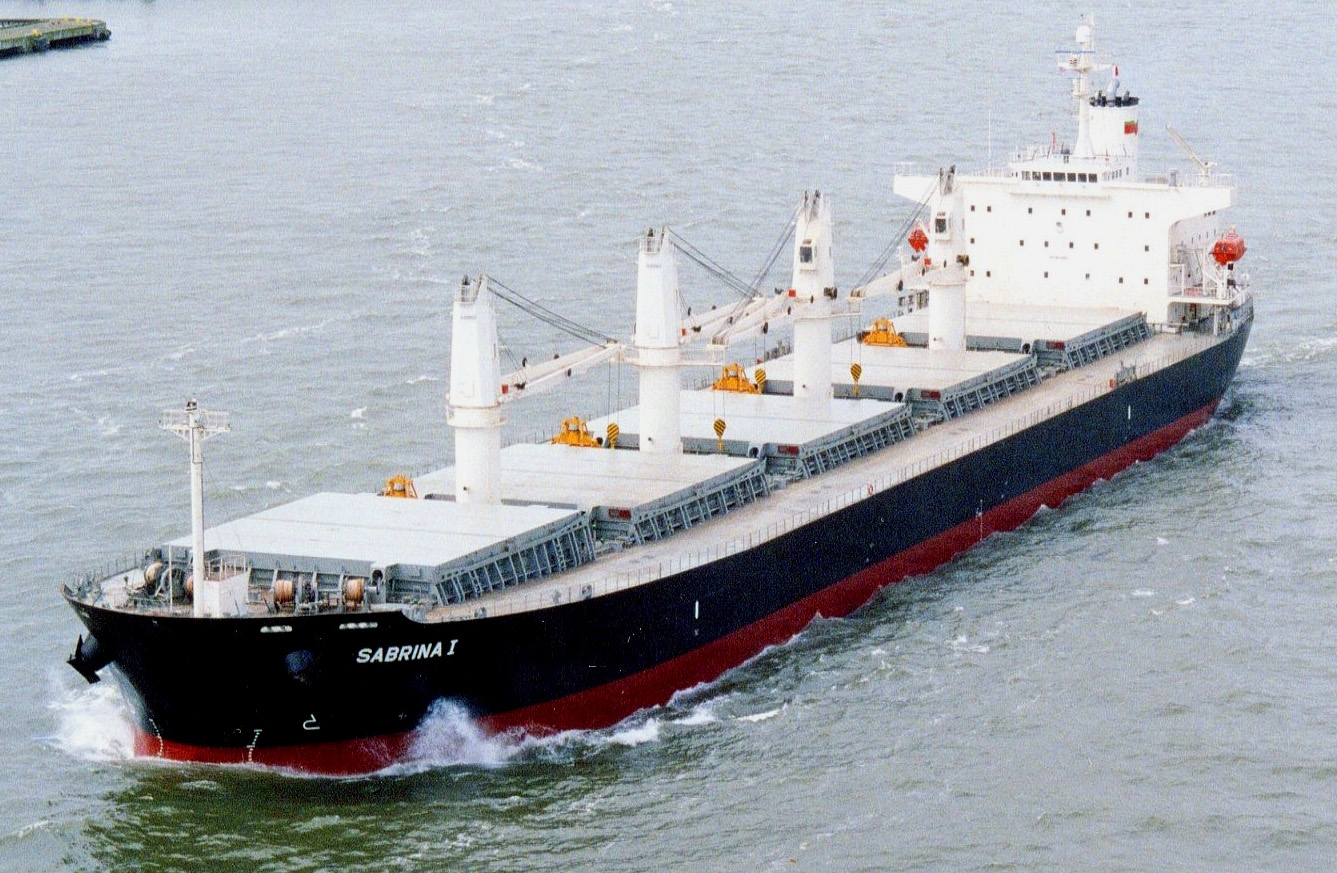
现代大灵便型散货船的例子，萨布里纳号货船

早在风帆时代，便有了运输煤矿石的船只诞生（如努力号三桅帆船）。早期煤船仅为木造帆船，随着技术进步而逐步采用蒸汽机乃至柴油内燃机。1960年代以来，大型散货船的吨位不断攀升，从一、两万吨的货船，到4万吨左右的大灵便型散货船，再到6万吨级别的巴拿马型货船。80年代，日本就已经广泛运用載重噸位10万乃至20万吨的船舶。
火力发电厂和炼钢需要大量的煤炭供应。2006-2007年，日本商船三井公司陆续为北陆电力株式会社的火力发电厂建成花房号（Hanabusa）等5艘7万7247吨的煤船；2007年为中部电力株式会社建造的碧海号（Aomi）煤炭专运船（日语：石炭専航船）。
除了上述大型运煤船外，自身无动力、运输煤炭的趸船也可以叫做煤船。英语中这一类趸船则称呼为Coal Hulk，与可以自航的煤船Collier不同。

### 装运
煤炭作为散货，会在船舱内滚动；同时作为干货，不像液态运输物那样容易流动，而是经常会堆积在一侧。早期的煤船船舱中仍按照普通的帆船那样设置支柱，这种支柱会挡住煤炭，导致重量分布不均匀，从而酿成灾难。另外，早期的煤炭用户并不欢迎破碎的小煤块和煤粉，但是装载煤炭时总是不可避免地搞碎不少大块的原煤，产生出很多碎煤块来。一般而言，烟煤特别容易破碎，而锅炉煤则质地最好，不易碎裂。早期煤炭是用驳船从煤矿运到码头，再从码头装上煤船，这种做法进一步增加了破碎的煤炭的数量。商船主往往要雇人从舷窗一侧掏走碎煤块，再补上相应的大煤块；由此产生的损耗，使得当时的煤船习惯上都要准备两张运单，一张记录着从发货到收货的真实数量，另一张则记着客户实际签收的数量。
富含黄铁矿的煤炭遇到水会升温甚至自燃，故此煤炭一般都需要干燥存放。然而不少煤炭也含有天然气，会逐渐散发到空气中，囤积在密闭的船舱内，导致爆炸的危险。为此煤船需要加装通风设施，一头进风另一头出风，带走船舱内的可燃气体。
煤炭中的含硫化合物容易对钢材船体造成腐蚀。周围温度越高、海水渗入越多，腐蚀的速度就越快。因此船舱内要覆盖高强度的涂料，而且要极力避免海水渗入。

## 军用煤船

### 煤船与战略
十九世纪中期，世界各国海军的蒸汽动力军舰逐渐增多。十九世纪70年代开始，燃煤蒸汽动力舰艇逐渐成为各国海军的主力舰艇。煤炭的储存与补给成为各国海军的重要研究内容，甚至成为关乎国家战略安全的大事。1898年的美西战争中，西班牙海军的军舰想要全体都能出动，需要十艘满载的煤船横跨大西洋；而西班牙在古巴和波多黎各也缺乏足够的煤炭储存。种种问题使得西班牙海军在拉美处处被动。1913年的一篇美国军事评论记载“一支战列舰舰队只有在可以保持长期的机动性的情况下，才能够发挥作用；那需要舰队在面临战争威胁时，可以随意地进行机动而不会受到限制，并且在抵达目的地后可以一直逗留在当地”。
一战之前，英国的威尔士地区出产优质的锅炉用煤，当地有着便利的设施运送往就近的港口，更重要的是英国坐拥全世界最庞大的运煤船队。英国海军在平时所需的煤船由私人公司承包，战时则可以轻松征召民用煤船。

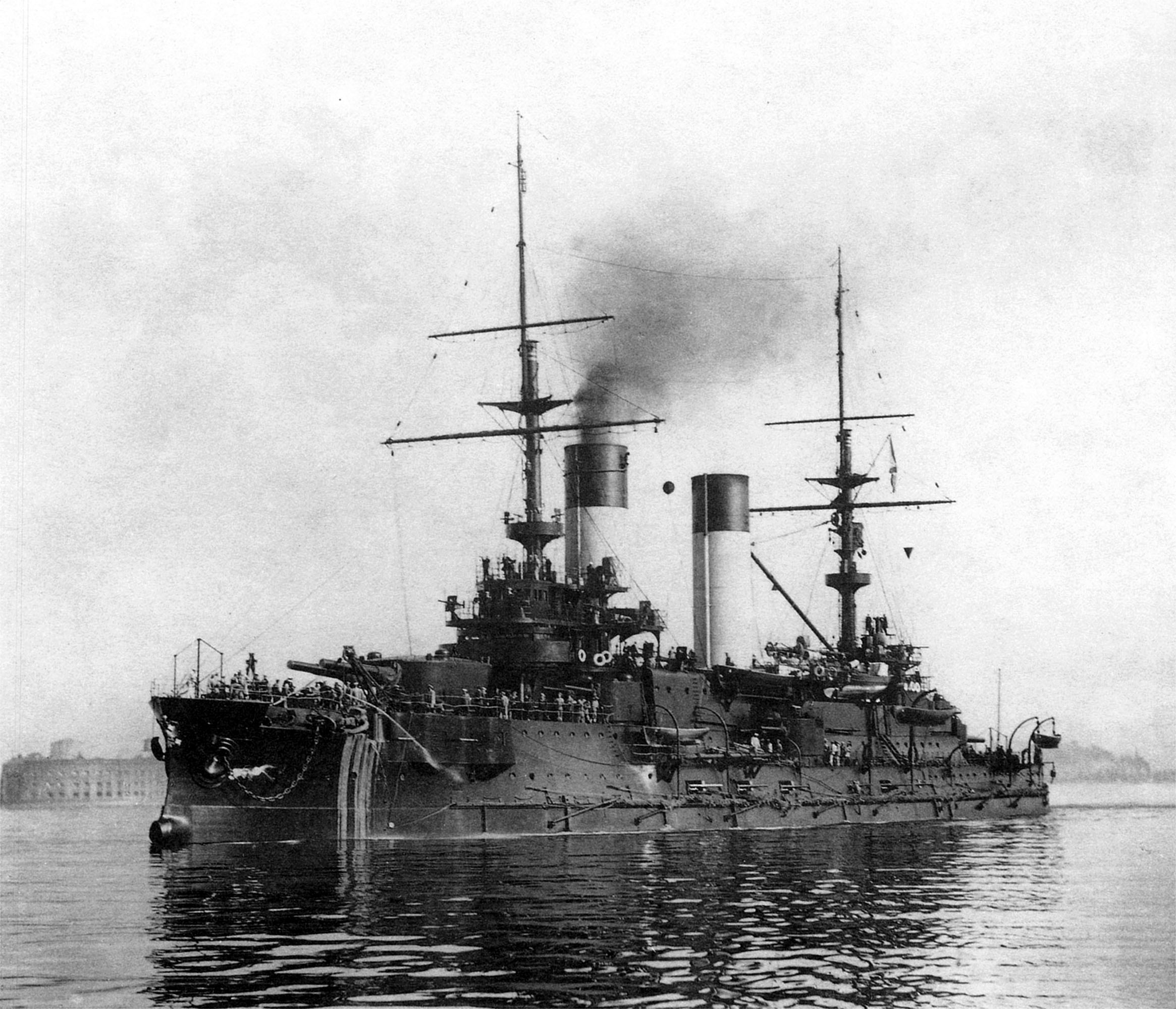
鹰号战列舰，对马海峡海战俄国4艘参战博罗季诺级唯一幸存者。长期以来一直有观点认为这次惨败的其中一个重要原因就是俄国在远东缺乏可用的加煤港口，迫使各舰普遍超额装载煤炭，导致水线装甲带被压到水面以下，实际防护性能大打折扣。

而另一个海军强国美国则面临着另一种境况：美国主要的煤矿在弗吉尼亚和宾夕法尼亚，远离港口，西部甚至没有几处像样的煤产地；本国的民用煤船队规模要小得多，也缺乏英国那种遍布全球的海外海军基地和加煤设施。1898年美西战争爆发时，美国海军拥有5艘战列舰、2艘装甲巡洋舰、13艘防护巡洋舰、6艘全钢浅水重炮舰、33艘无防护巡洋舰和炮舰、6艘鱼雷艇；但这支颇具实力的舰队却缺乏燃煤补给舰等种种后勤、辅助舰艇。4月21日，美军舰队开始封锁古巴，但美军租用的第一艘煤船要拖到5月3日方才姗姗来迟，此时战争都已经开始快两个星期了。战争初期美军只能封锁古巴北岸，大量的军舰需要返回本土进行加煤，直到煤船的到来才能向南推进。封锁圣地亚哥-德古巴期间，美舰天气允许时就在海上加煤，天气恶劣时如有必要就到关塔那摩湾停泊加煤。在太平洋战场，美国海军缺乏自己的海军基地，需要向澳大利亚买煤，并雇佣英国煤船运往马尼拉。为了解决这个尴尬的问题，美国海军在1904-1914年陆续建造了10艘大型军用煤船。但即使如此，这些煤船也不是像现代的军用后勤舰艇那样伴随舰队行动，而仅仅是在设防的海岸要塞的保护下为军舰进行补给。1907-1909年大白舰队展开环球航行之时，这批煤船一艘都没完全造好，整段航程中缺煤的阴影一直挥之不去：虽然舰队用煤绝大部分来自美国，但美国自己的煤船仅承担了7.5%的运输量。另外有70%依靠英国的煤船，剩下的22.5%来自沿岸港口和基地的补充。
1904-1905年的日俄战争期间，俄罗斯帝国海军第二太平洋舰队一路上也是吃尽了缺煤的苦头。英国本身刻意为难俄国，法国则迫于英国压力没有提供实质性的支援，俄国舰队只能租用德国的商用煤船，由德国人代为采购煤炭事宜；并且舰队很少能进港加煤，往往只能趁着好天气在海上通过煤船加煤。由于英国拒绝出售优质煤，德国人只买得到品质不高的煤，俄国军舰只好在能加煤的时候在军舰的每一个角落都拼命堆积煤包，甚至落到连舰队司令齐诺维·罗杰斯特文斯基海军中将的桌子底下都塞了一包煤的窘境。

### 加煤作业
早期的海军实践是利用煤船将煤炭运送至海外各海军基地进行存放。然而露天存放的煤炭会因为持续的氧化而损失热值，当地气温越高，损耗的速度就越快。为了避免浪费，海军基地通常都只会保留最低限度的煤炭储备。船只需要加煤时，会停靠在码头边；港口或者基地会先雇佣劳工从仓库将煤炭运到码头边堆放，舰艇再自行组织人手将煤炭扛上军舰去。但加煤也可以直接在海上进行作业，煤船和待加煤的军舰并排锚泊，煤船上的人员将煤炭打包，军舰上的乘员则把煤包背回到军舰的甲板上。不管哪种方式，加煤都是耗时耗力的脏活累活，而且每次都得出动几乎全船人手，过程中还很容易出事故。
军舰的加煤作业通常耗时甚多，海军通常对加煤的时间进行考核或者竞赛，成绩优异者可以得到奖励。实际的加煤速度和加煤军舰的设计、港口的设施以及加煤时可用的劳动力都有关系，不过总的来说加煤的速度是逐渐加快的。以英国皇家海军为例，1893年时美国的海军武官记录到，英国海军在舰队演习时的加煤速度是每小时20-75吨；到了1903年，朴茨茅斯方面向英国海军部报告称每小时加煤不超过130吨；而第一次世界大战期间，大舰队的加煤速度能达到每小时200-300吨。但另一边，军舰的动力也越来越大，需要的燃煤也急剧飙升：1876年下水的旧式铁甲舰不屈号还存煤1300吨，而1907年下水的第五代不屈号则已经需要填充3000吨燃煤。

### 海上加煤

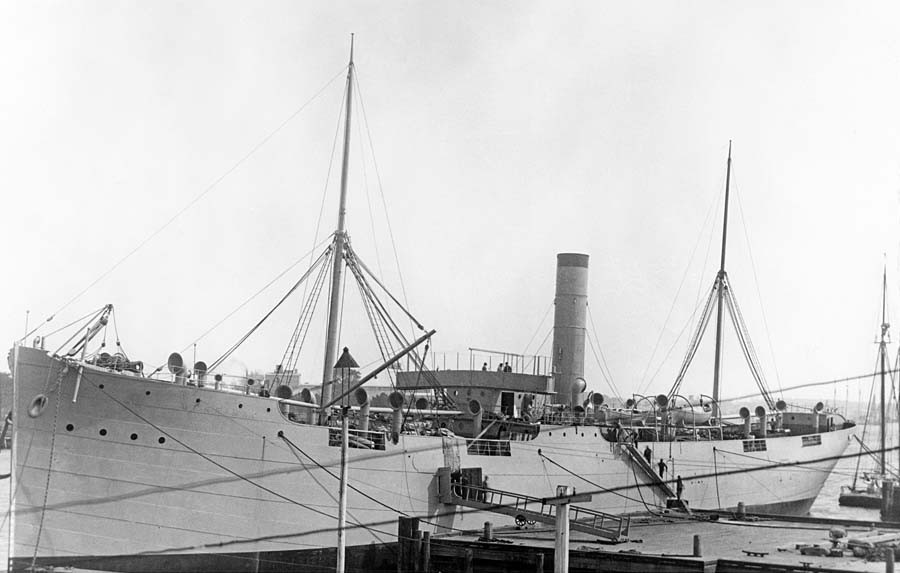
梅里马克号煤船，美西战争中美国唯一一艘被西班牙击沉的舰船

英国虽然拥有世界上最庞大的运煤船队，但煤船最多只能让海军基地无存煤短缺之虞。蒸汽动力军舰若无海上加煤能力，就只能被迫浪费大量时间返回基地进行加煤。按照1903年英国预想的一个作战场景，英国地中海舰队以马尔他为基地出动12艘可畏级战列舰对法国土伦进行近程封锁，一艘战舰可以在封锁线逗留10.5天，但之后就要用5.8天进行加煤。军舰只有在天气良好的时候才能在海上加煤，而速度和可以补充的份量都很成问题。1870年，英国海峡分舰队曾尝试用小艇为铁甲帆船船长号进行加煤作业，总共运了50吨煤，平均每小时5吨。1890年，英国人在亚速尔群岛附近进行了靠帮运煤的试验，动用了10艘军舰，每艘煤船夹在两艘军舰中间，两两之间用厚板隔开避免碰撞。加煤就用普通的岸上加煤方式。英军成功地为军舰添加了足够1,800英里（2,900）的燃煤。但这要求良好的海况，舰船横摇不能超过3-4度，舰体的起伏也不能超过1—2英尺（300—610）；同时两船以5節（9.3每小時）减速慢行。而且随着煤逐渐从煤船搬到军舰上，煤船变轻上浮，军舰变重下沉，两船之间不可避免产生刮擦，造成舰体损坏。天气好的时候这个问题还好，有些船基本没有擦伤；但一旦天气恶劣，就不堪设想了。
1870年的英国论文指出，海上加煤时，铁甲舰只能每小时20吨，如果舷侧有多处可以同时加煤的话那么可以加快到每小时40吨；而轻型舰艇只能按每小时15吨计算。此外需要在军用的煤炭补给舰上安装专门的装置。继1898年法国人用缆绳斜槽成功进行了加煤操作后，1901年英国人也进行了类似的试验，由煤船罗纱利号（Rosari）给君权号进行加煤，一小时可以传送19吨过去。同年英国人还在印度女皇号上进行了试验，不过最后不了了之。另一边，美国海军测试了斯潘塞·米勒（Spencer Miller）装置，1899年，麻薩諸塞號拖曳着煤船马塞勒斯号（Marcellus）以5节速度航行，后者利用绞盘装置，把煤包通过一个长支架送到前者上，每小时可以达到20-22吨。后来该装置经进一步改进，可以达到每小时60吨的速度。不过美国海军委员会1913年还是否决了这一措施，理由是新建军舰航程越来越大，军舰不再需要频繁加煤；同时近程封锁战术已经过时，而煤船又会拖慢舰队的速度。英国人则在美国人的基础上继续测试改进型的坦珀利-米勒（Temperley-Miller）装置，1902年利用新建的煤船穆里尔号（Muriel）进行的测试录得了连续3小时、平均每小时47吨的成绩，中途一度达到了60吨；实际上限制供煤速度的不是装置本身，而是穆里尔号自身不够大，甲板太小，来不及持续供应煤包。不过问题是，这种装置与英国自身的战略发生了冲突：英国的煤船都是私人运营，吨位在1500-5000吨上下；而且煤炭都存放在船舱内，需要军舰自己提供全套装备和人力来进行加煤作业。故此这套新装置也被晾在了一边。英国人自己在接下来几年又审查、测试了若干种设计，大多都因为成本和安全性的问题遭到否决。在经历了旷日持久的扯皮后，海军内终于勉强达成了部分共识，海上加煤系统在战时非常有用，但3、4套就足够了；而且这种东西应该安装在煤船而不是军舰上。但英国海军为了节省平时开销，并不会自己维护煤船，私人船主又不会主动在自己的船上安装相关装置，最后只好同意在若干海军长期承包的煤船上安装。但海军内部一直存在着强烈的反对声音，他们质疑对于一支补给基地遍布全球、煤船数量世界第一的海军，自身的舰艇吨位又普遍比潜在对手更大，可以容纳更多的煤炭，是否真的有必要海上加煤；而且一旦哪怕一艘军舰要加煤，那么整支舰队都要被迫减速来进行配合。在反对声中，原定的加煤装置采购量也大幅度削减，只购买了一套了事。
意大利、俄罗斯都曾经对类似的装置表示兴趣。俄国人在日俄战争爆发后不久就购买了8套利杰伍德-米勒（Lidgerwood-Miller）装置，只是没有记录证明第二太平洋舰队跨越大半个地球的航行中有用到这些装置。1905年德意志帝国海军也做了类似的测试，但这种装置占地颇大，通常只能安装在煤船上；而德国海军的要求是可以安装到军舰上，这样就可以和海上的任何一艘煤船进行加煤作业。1909年，德国海军测试了奥托·亚当斯（Otto Adams）的设计，在装甲巡洋舰罗恩号上的测试表明可以实现每小时65-90吨的速度。不过德国海军似乎没有采购亚当斯的装置。

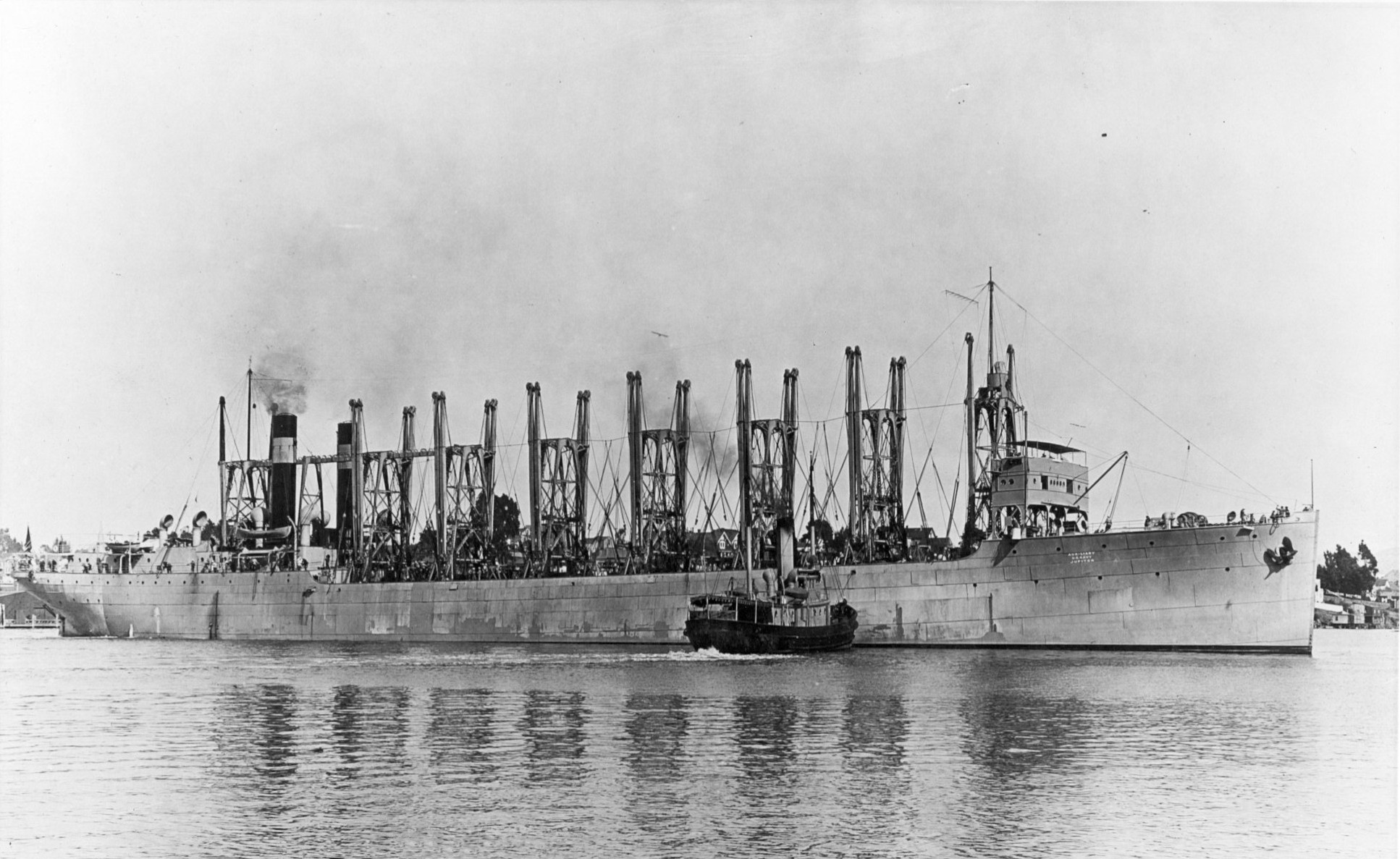
朱比特号煤船，摄于1913年10月16日。此时朱比特号尚未进行航母改装

第一次世界大战爆发后，除了美国海军在训练中继续尝试海上加煤外，各国都再没有进行海上加煤。对于英国而言，全世界的燃煤补给站都在自己一方控制下；近程封锁让位于远程封锁，为封锁舰队提供海上加煤的需求也随之消失。同时慢速舰队更可能遭到潜艇等的伏击。此外，为商船进行额外的改装除了花费不菲，对船员的培训也是个问题。对于美国来说，自身在订造了大型煤船后，煤油混烧的技术逐渐得到发展，燃煤的需求量逐渐下降，故此取消了相关的订单；等美国正式参战，美国海军可以很方便地使用英国的设施，故而也没有太强的需求。至于其他各国海军，在一战期间都没有到太远的地方游弋，根本用不着海上加煤。真正需要海上加煤能力的是德国在战争初期派出的伪装巡洋舰，但那些非主力舰根本没有加装相关设备。故此在燃煤时代，没有任何一支海军有单纯依靠海上补给进行全球部署的能力，直到日后的燃油时代这一设想才真正成为现实。

### 从煤到油
对于一战前的各国海军，煤一直是人们最头痛的事情。煤必须存储在特定的码头，海上加煤迟迟无法得到突破，这迫使军舰只能在有限的范围内活动。加煤作业耗时费力，使得总有大量舰艇在港口加煤，能用于前线的舰艇自然不足。以英国为例，从1905年开始英国海军就开始进行了数次海上加油试验，结果令人满意，尤其令人感到鼓舞的是，试验期间乘员和士兵们居然能有空闲去午休一个小时，这对于加煤来说简直不可思议。1912年，由費舍爾主导的英国皇家燃料和引擎委员会得出结论，“采用石油作为燃料，比起燃煤，能提供更高的速度，更大的行动范围，补充燃料更方便快捷，减少50%的仓储人员，能更快从熄火产生蒸汽，节约建造费用”。1913年开工的5艘复仇级战列舰以及10多艘驱逐舰，都采用了煤油混烧锅炉。为了加快推进英国海军全面更换成石油的步伐，1913年盎格鲁-波斯石油公司开始加大产能，全力供应英国海军；同时英国海军开始采购自己的油轮，建造自己的仓储设施。从此海军对燃煤以及煤船的需求越来越少。

## 煤船的改装
十八世纪后期，若干木制运煤船改装成探险船进行远洋考察，如著名的努力号。煤船为了载运大量货物，通常为平底构造，结构坚固，非常适合这种新用途。
蒸汽时代以来，煤船作为大型的运输船，拥有着比较大的改装潜力。英国的克莱德河号在一战期间改装成登陆舰，参加了加里波利之战。美国海军的第一艘航空母舰蘭利號，就是从军用煤船朱比特号改建而来。